# Жанна Брабантська
Жанна I (*Jeanne de Brabant, 24 червня 1322 — 1 листопада 1406) — герцогиня Брабанту в 1355—1406 роках.

## Життєпис
Походила з Лувенського (Брабантського) дому. Старша донька Жана III, герцога Брабанту і Лімбургу, та Марії (доньки Людовіка, графа Евре). Народилася у 1322 року. Уже 1334 року, в 12 років, батько видав її заміж за 17-річного Вільгельма д'Авен, графа Остревана, спадкоємця графства Ено. Цей шлюб зміцнив союз між Брабантом і Ено. 1337 році чоловік Жанни успадкував графства Ено, Голландію і Зеландію.
Все життя її перший чоловік воював. Під час Сторічної війни він показав себе хоробрим воїном. У 1345 році Вільгельм II загинув у битві при Ставерені в Фризландії.
У березні 1352 року Жанна вийшла заміж за Венцеля I, герцога Люксембургу. У 1355 році після смерті батька Жанна успадкувала Брабант і Лімбург. Гарантуючи неподільність Брабанту, чоловік Жанни I здійснив Радісний в'їзд, але змушений був боротися проти Людовика II, графа Фландрії, який висунув територіальні претензії від імені своєї дружини Маргарити — сестри Жанни I. Він зажадав продажу міста Мехелена і виплати грошей для своєї дружини, що було відхилено. У відповідь фландське військо захопило Брюссель. Втім завдяки Еверарду т'Серкласу фламандці були вигнані з міста. До боротьби долучився Рено III, герцог Гельдерна. Водночас разом з чоловіком звернулася до імператора Карла IV Люксембурга по допомогу. Останній у лютому 1357 року в Маастриху в обмін на захист Брабанту домовився про спадкування Люксембургами усіх володінь Жанни I. Але остання за посередництва Вільгельма Віттельсбаха в червні того ж року в Аті уклала договір з Людовиком II Фландрським, за яким той отримував маркграфство Антверпен і сеньйорію Малін, а його дружина в разі бездітності Жанни I мала успадкувати Брабант і Лімбург. Відтоді Жанна Брабантська тривалий час займалася внутрішніми справами своїх володінь.
У 1371 році чоловік Жанни I почав війну з герцогством Юліх-Берг, яка закінчилася поразкою в битві при Басвайлері. Він потрапив у полон на 11 місяців. Помер Венцель I 1383 року. Після смерті чоловіка Жанна I призначила спадкоємицею свою небогу Маргариту III, доньку Людовика II, графа Фландрії. 1388 році за підтримки бургундців Жанна I почала нову війну проти герцогства Юліх-Берг, але в битві біля Ніфтрика герцогиня Брабантська зазнала поразки.
У 1396 році герцогство Лімбург було продано Жанною Брабантською Філіппу II, герцогу Бургундії. Жанна I померла в Брюсселі 1406 року і була похована в місцевому кафедральному соборі. Герцогство Брабант успадкував Антуан I, якому передавала свої права Маргарита III.